# Microdon sudanus
Microdon sudanus är en tvåvingeart som beskrevs av Charles Howard Curran 1923. Microdon sudanus ingår i släktet myrblomflugor, och familjen blomflugor.
Artens utbredningsområde är Sudan. Inga underarter finns listade i Catalogue of Life.